# BlacKkKlansman : J'ai infiltré le Ku Klux Klan
Pour plus de détails, voir Fiche technique et Distribution.
BlacKkKlansman : J'ai infiltré le Ku Klux Klan ou Opération infiltration au Québec, (BlacKkKlansman) est un film américain réalisé par Spike Lee et sorti en 2018. Il s'inspire de la véritable histoire de l'infiltration policière du Ku Klux Klan, effectuée par Ron Stallworth, qui a consigné le récit de cette aventure en 2014 dans le livre Black Klansman, traduit par les éditions Autrement sous le titre Le Noir qui infiltra le Ku Klux Klan.
Le film est acclamé par la presse et réalise de bons scores au box-office. Il reçoit de nombreuses distinctions dont le Grand prix du Festival de Cannes.

## Synopsis
Le film commence par un extrait de Autant en emporte le vent, montrant les ravages de la guerre de Sécession durant le siège d'Atlanta. Le Dr Kennebrew Beauregard présente ensuite la rhétorique raciste sudiste.
1978. Dans la ville de Colorado Springs, le jeune policier Ron Stallworth travaille aux archives. En tant que premier policier afro-américain de la police locale (engagé en 1972), il subit des remarques racistes de la part de certains de ses collègues. Souhaitant changer de poste, il obtient du chef de la police Bridges une mission temporaire d'infiltration dans un meeting organisé par l'union des étudiants afro-américains de la ville, pour la venue du leader Black Panther, Stokely Carmichael. Lors de la réunion, Stallworth fait la connaissance de Patrice Dumas, la présidente de l'organisation étudiante, avec laquelle il prend un verre après la réunion. Stokely Carmichael, qui s'appelle désormais Kwame Ture, fait un discours très inspiré, appelant les étudiants noirs à réfléchir à leur condition. En aparté, il confie à Stallworth que la guerre raciale est proche et qu'il doit s'armer en vue du conflit imminent avec les Blancs.
Bien que ce genre de propos semble inquiétant au chef Bridges, Stallworth et ses coéquipiers sur la mission, Philippe « Flip » Zimmerman et Jimmy Creek, jugent que ces paroles ne sont pas encore un prélude à des actes particuliers. Le chef Bridges décide de laisser sa chance à Stallworth, et lui fait intégrer le service de renseignement.
Alors que Stallworth lit un journal, il trouve une petite annonce de recrutement pour le Ku Klux Klan. Il décide de laisser un message sur la boîte vocale indiquée, et est rappelé peu après par Walter Breachway, le président de la section locale. Sans se rendre compte qu'il se présente sous son vrai nom, Stallworth explique par téléphone à Breachway qu'il déteste les noirs, tout comme les juifs, les hispaniques, les gays... mais sa haine se porte surtout sur les afro-américains. Breachway souhaite le rencontrer pour faire plus ample connaissance. Stallworth, épaulé par son supérieur le sergent Trapp, présente son projet de mission auprès de Bridges. Celui-ci reste dans le doute : il faut que Stallworth trouve un blanc qui peut imiter sa voix. Mais il finit par céder et Stallworth devient responsable de la mission, devant en référer régulièrement auprès de Trapp.
C'est Flip Zimmerman, juif non pratiquant, qui est désigné pour interpréter « Ron Stallworth » auprès du Klan. Lors du premier rendez-vous, Zimmerman est convoyé par Felix Kendrickson, l'autre leader de la section locale. Felix l'amène jusqu'à un bar où Breachway et un autre membre du Klan, Ivanhoe, l'accueillent. Si Walter est ravi que « Ron » soit aussi motivé pour intégrer « l'Organisation », Felix est suspicieux, demandant à Zimmerman s'il n'est pas policier ou juif. Mais Breachway donne à « Ron » les documents lui permettant de s'inscrire auprès du bureau national ; Ivanhoe laisse échapper que « Ron » les rejoint au bon moment. Stallworth prend cela comme une preuve de la dangerosité imminente du Klan, mais Zimmerman n'en est pas convaincu. Au rendez-vous suivant, à la ferme de Felix, Zimmerman fait la connaissance de son épouse, Connie, et de très nombreux autres membres. Stallworth l'a suivi pour espionner la réunion, via un micro caché sur Flip. Felix décide de faire passer « Ron » au détecteur de mensonges, le menaçant d'un pistolet pour le convaincre. Bien que Zimmerman détourne un moment la conversation, il doit s'exécuter, mais Stallworth, qui a tout entendu, lance une pierre dans la vitre de la cuisine des Kendrickson, ce qui lui vaut d'être poursuivi par toute la maisonnée ; Zimmerman prend le pistolet de Felix et vide son chargeur sur la voiture de Stallworth, bientôt hors de portée. « Ron » est accepté, même s'il doit encore obtenir sa carte.
Stallworth téléphone au bureau national de l'organisation et a la surprise d'avoir comme interlocuteur David Duke, le directeur du bureau national en personne. Celui-ci, tout comme Walter l'a été, est très sensible à la motivation qu'affiche Stallworth et lui promet de faire accélérer son dossier d'adhésion. Dans le même temps, Stallworth et Dumas sortent régulièrement ensemble, même si Stallworth ne peut avouer à son amie son véritable travail, elle qui déteste les policiers. « Ron » s'intègre de plus en plus à la section du Klan, prenant part aux séances d'entrainement au tir sur des cibles rappelant des afro-américains ; Stallworth en profite pour photographier l'ensemble des présents, dont notamment deux individus un peu à l'écart, mais également des militaires d'active de Fort Carson.
Le Klan décide de faire brûler une croix peu après, mais la police, avertie, multiplie les patrouilles et empêche l'action. Ce soir-là, Zimmerman apprend de la bouche d'Ivanhoe que la section est en possession d'explosif C-4. Peu après, Felix fait visiter à Zimmerman leur arsenal, lui disant de se tenir prêt pour une action d'envergure sous peu. Dumas a l'intention d'organiser une manifestation contre le racisme de la police, et le Klan compte en profiter. Le FBI contacte Stallworth pour lui apprendre que les deux individus suspects photographiés lors de la séance de tir travaillent au NORAD ; l'agent du FBI lui apprend également qu'une quantité importante de C-4 a été subtilisée à Fort Carson. Stallworth avoue alors à Dumas son métier et son statut d'agent infiltré pour surveiller le Klan. Dumas rejette à la fois ses excuses et sa demande de ne pas tenir la manifestation, estimant qu'elle en fait plus pour libérer sa communauté que son petit-ami. Stallworth, au contraire, pense que ces manifestations ne sont pas décisives tant que le Klan est une aussi grande menace. Dumas le quitte, mais la manifestation finit par être annulée.
David Duke se rend à Colorado Springs pour assister en personne à l'initiation des nouveaux membres de la section locale, « Ron » inclus. Mais des menaces de mort ont été reçues contre Duke, et le chef Bridges ordonne à Stallworth d'assurer la protection de Duke durant sa visite. Stallworth et Zimmerman se rendent donc tous deux à la cérémonie ; seul Zimmerman peut toutefois accéder à la salle où Duke baptise les nouveaux membres, avant que ceux-ci et leurs femmes n'assistent à une projection du film de D. W. Griffith, Naissance d'une nation. Dans le même temps, Dumas organise une réunion durant laquelle un témoin du lynchage de Jesse Washington leur raconte son histoire. Felix, avec l'aide de Connie, d'Ivanhoe et d'un spécialiste des explosifs, Walker, prévoit de faire exploser une bombe à cette réunion ; c'est Connie qui doit la convoyer. Après le visionnage du film, alors que tous les membres du Klan sont réunis pour un toast, un participant reconnaît en « Ron » le policier qui l'a arrêté et envoyé au pénitencier fédéral de Leavenworth ; il s'en ouvre à Felix, qui préfère reporter le coup de théâtre au déjeuner. Connie part de son côté, suivie de Stallworth qui a pressenti son rôle ; il prévient ses supérieurs du danger, ce qui empêche Connie de déposer la bombe. Felix, Walker et Ivanhoe sont alors obligés de s'éclipser du déjeuner pour passer au plan B, consistant à viser directement Patrice Dumas. Celle-ci revient chez elle plus tôt que prévu, ce qui oblige Connie à déposer la bombe directement sur sa voiture et non près de la maison comme planifié. Elle est ensuite prise en chasse par Stallworth, qui parvient à la maîtriser, mais il est arrêté par deux collègues en uniforme qui le prennent pour l'agresseur. Au même moment, Dumas sort de sa maison pour aider Stallworth, et la voiture de Felix, Ivanhoe et Walker arrive à hauteur de la voiture de Dumas. Felix actionne la bombe, pensant qu'elle va détruire la maison, mais c'est sa voiture qui absorbe toute la force de l'explosion, les tuant tous les trois. Zimmerman arrive à temps pour délivrer Stallworth et arrêter Connie.
Quelque temps après, le chef Bridges convoque leur équipe dans son bureau. Il les félicite du travail accompli et juge que la menace est désormais écartée avant d'annoncer que, faute de budget, leur équipe est dissoute, et que les preuves de la mission doivent être détruites afin d'éviter que le public n'apprenne ce qui s'est passé. Stallworth obtempère mais, après avoir longuement hésité, accepte de rester dans la police. Lui et ses coéquipiers prennent un dernier plaisir en informant David Duke par téléphone de la couleur de peau de « Ron Stallworth ». Dumas apprend à Stallworth qu'elle souhaite rompre, ne pouvant rester proche d'un policier. Avant qu'ils se soient dit au revoir, ils observent par la fenêtre de l'immeuble une croix enflammée par le Klan, sur la colline d'en face.
Le film s'achève sur des images réelles des violences de Charlottesville de 2017, au cours desquelles la voiture d'un suprémaciste fonce sur les contre-manifestants, tuant Heather Heyer. Elles montrent aussi Donald Trump renvoyant dos à dos racistes et antiracistes et disant qu'il y avait « des gens très bien » (very fine people) parmi les manifestants anti-noirs et anti-juifs, puis David Duke dire que c'est le début de la réalisation de la promesse de campagne de Trump : « reprendre l'Amérique » (taking America back).

## Fiche technique
Sauf indication contraire, les informations mentionnées dans cette section peuvent être confirmées par la base de données cinématographiques IMDb,  présente dans la section « Liens externes ».
- Titre original : BlacKkKlansman
- Titre français : BlacKkKlansman : J'ai infiltré le Ku Klux Klan
- Titre québécois : Opération infiltration[1]
- Réalisation : Spike Lee
- Scénario : Spike Lee, David Rabinowitz, Charlie Wachtel et Kevin Willmott ; d'après l'ouvrage Black Klansman. A Memoir de Ron Stallworth, Police and Fire Publishing, Spartanburg (Caroline du Sud), 16-1-2014,  (ISBN 9781936986316)
- Musique : Terence Blanchard
- Décors : Curt Beech, Marci Mudd
- Costumes : Marci Rodgers
- Directeur de la photographie : Chayse Irvin
- Montage : Barry Alexander Brown
- Son : Drew Kunin
- Producteurs : Jason Blum, Spike Lee, Raymond Mansfield, Sean McKittrick, Jordan Peele et Shaun Redick
- Sociétés de production : Blumhouse Productions, Monkeypaw Productions, 40 Acres & A Mule Filmworks, QC Entertainment et Legendary Entertainment
- Sociétés de distribution : Focus Features (États-Unis), Universal Pictures International (France)
- Pays de production :  États-Unis
- Langue originale : anglais
- Format : couleur—35mm—16mm[3], Dolby Atmos
- Genre : comédie policière, comédie dramatique, biographique
- Budget : 15 millions de dollars[4]
- Durée : 135 minutes
- Dates de sortie :
  - France : 14 mai 2018 (Festival de Cannes - compétition officielle) ; 22 août 2018 (sortie nationale)
  - États-Unis, Québec : 10 août 2018 (date du 1er anniversaire des manifestations de Charlottesville[5])
  - Belgique : 19 septembre 2018

## Distribution
- John David Washington (VF : Jean-Baptiste Anoumon ; VQ : Alexandre Fortin) : l’inspecteur Ron Stallworth
- Adam Driver (VF : Valentin Merlet ; VQ : Adrien Bletton) : Flip Zimmerman
- Laura Harrier (VF : Déborah Claude ; VQ : Marie-Evelyne Lessard) : Patrice Dumas
- Topher Grace (VF : Thomas Roditi ; VQ : Philippe Martin) : David Duke
- Corey Hawkins (VF : Diouc Koma ; VQ : Éric Paulhus) : Stokely Carmichael / Kwame Ture
- Jasper Pääkkönen (VF : Jérôme Pauwels ; VQ : Louis-Philippe Dandenault) : Felix Kendrickson
- Paul Walter Hauser (VF : Christophe Lemoine ; VQ : Stéphane Rivard) : Ivanhoe
- Ryan Eggold (VF : Hugo Becker) : Walter Breachway
- Ashlie Atkinson (en) (VF : Nathalie Homs ; VQ : Fanny Rainville) : Connie Kendrickson
- Robert John Burke (VF : Serge Biavan ; VQ : Jean-François Blanchard) : le chef Bridges
- muMs da Schemer : Jabbo
- Damaris Lewis (en) (VF : Aurore Bonjour) : Odetta
- Michael Buscemi (es) (VF : Loïc Houdré) : Jimmy Creek
- Frederick Weller (en) (VF : Axel Kiener) : Andy Landers
- Harry Belafonte (VF : Achille Orsoni ; VQ : Jacques Lavallée) : Jerome Turner
- Alec Baldwin (VF : Bernard Lanneau) : Dr. Kennebrew Beauregard
- Isiah Whitlock Jr. (VF : Thierry Desroses) : Mr. Turrentine
- Brian Tarantina : l'agent Clay Mulaney
- Arthur J. Nascarella : l'agent Wheaton
- Ken Garito (VF : Philippe Bozo ; VQ : François-Simon Poirier) : le sergent Trapp
- Nicholas Turturro (VF : Pascal Casanova) : Walker

 Source et légende : version française (VF) sur RS Doublage ; version québécoise (VQ) sur Doublage.qc.ca

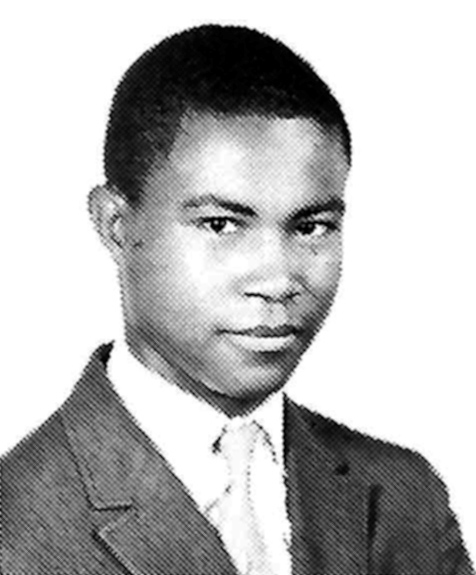
Ron Stallworth en 1970, interprété par John David Washington.

## Production

### Genèse et développement
Le scénario s'inspire d'une histoire vraie d'infiltration policière du Ku Klux Klan débutée en octobre 1978 par Ron Stallworth, ancien officier de police de Colorado Springs, qui a consigné le récit de cette aventure dans le livre Le Noir qui infiltra le Ku Klux Klan (publié en France en 2014 par les éditions Autrement). Stallworth, premier inspecteur de police noir de Colorado Springs, y raconte comment il est parvenu à infiltrer la branche locale du Ku Klux Klan : « Je suis tombé sur une annonce du Ku Klux Klan, qui incluait une adresse postale. J'ai écrit une petite lettre en me faisant passer pour un raciste blanc : j'expliquais que je détestais les nègres, les youpins, les latinos, les jaunes et les ritals (...) Une semaine plus tard, on m'a appelé sur le téléphone du service (...) J'ai donc ajouté que ma sœur sortait avec un nègre, et qu'à chaque fois que je le voyais poser ses sales pattes de Noir sur elle, ça me mettait hors de moi. Il m'a répondu que j'étais exactement le profil qu'il recherchait, et m'a demandé quand il pouvait me rencontrer. C'est comme ça que mon enquête a débuté. ». Avec l'aide d'un collègue blanc lorsqu'une présence physique était nécessaire, il finira même par entrer en contact avec le « Grand Sorcier » du clan, David Duke.
Le projet d'adaptation cinématographique est révélé en septembre 2017. Spike Lee et Jordan Peele sont annoncés à la production avec Spike Lee à la réalisation. John David Washington, qui était auparavant brièvement apparu dans Malcolm X (1992, autre film de Spike Lee), est alors en négociations pour tenir le rôle principal : l'inspecteur Ron Stallworth.

### Attribution des rôles
En octobre 2017, Adam Driver, Laura Harrier, Topher Grace et Corey Hawkins rejoignent la distribution,,,. En novembre 2017, Paul Walter Hauser, Jasper Pääkkönen et Ryan Eggold décrochent eux aussi des rôles,,. En décembre 2017, Ashlie Atkinson se joint au projet. La distribution du film comprend Harry Belafonte, 91 ans, qui raconte le lynchage de Jesse Washington survenu en 1916, peu après la sortie du film de D.W. Griffith, Naissance d'une nation.

### Tournage
Le tournage débute en octobre 2017.

### Musique
La musique du film est composée par Terence Blanchard, collaborateur de Spike Lee avec lequel il a collaboré 20 fois. On retrouve dans le film une reprise inédite d'un negro spiritual intitulé Mary Don't You Weep par Prince, ami de Spike Lee.
Liste des titres
1. Gone With the Wind (1:01)
2. Hatred At Its Best (2:37)
3. Main Theme (1:01)
4. Ron's Theme (1:26)
5. Firing Range (1:33)
6. No Cross Burning Tonight (3:11)
7. Patrice Library (1:33)
8. Ron Meets FBI Agent (1:55)
9. Connie and the Bomb (1:17)
10. Guarding David Duke (0:57)
11. Tale of Two Powers 1 (2:40)
12. Tale of Two Powers 2 (2:20)
13. Tale of Two Powers 3 (1:44)
14. Woodrow Wilson (0:21)
15. Klan Cavalry (0:45)
16. Ron's Search (1:05)
17. Patrice Followed (1:26)
18. Here Comes Ron (0:45)
19. White Power Theme (0:44)
20. Partner Funk Theme (0:40)
21. Main Theme - Ron (1:23)
22. Blut Und Boden (Blood and Soil) (3:41)
23. Photo Opps (3:39)

Chansons présentes dans le film
- Oh Happy Day, The Edwin Hawkins Singers
- Too Late To Turn Back Now, Cornelius Brothers & Sister Rose
- Say It Loud – I'm Black and I'm Proud, James Brown
- Freedom Ride, R.J Phillips Band
- We Are Gonna Be Okay, Dan Whitener
- Brandy (you're a fine girl), Looking Glass
- Ball of Confusion (That's What the World Is Today), The Temptations
- Lion Eyes, Beth & James
- Photo Opp's, Terence Blanchard (tiré de Inside Man : L'Homme de l'intérieur)
- Lucky Man, Emerson, Lake & Palmer
- Mary Don't You Weep, Prince (reprise inédite d'un negro spiritual)

## Accueil

### Festival et sorties
Le film est présenté en compétition officielle au Festival de Cannes 2018 où il remporte le Grand Prix.
Spike Lee fait sortir intentionnellement le film à la date anniversaire des événements de Charlottesville : « Je déclare la guerre à Donald Trump. Le combat est inégal : il possède les codes nucléaires ! Je n’ai pour me défendre qu’une batte de baseball et mon cinéma. »

### Accueil critique
Aux États-Unis, le film reçoit de très bonnes critiques. Sur l'agrégateur américain Rotten Tomatoes, le film obtient 96 % d'opinions favorables, pour 418 critiques et une note moyenne de 8,2⁄10. Sur Metacritic, le film décroche une note moyenne de 83⁄100 pour 56 critiques.
La presse française donne un accueil globalement favorable au film. Ainsi le Journal du dimanche lui accorde quatre étoiles sur cinq. Le Monde le classe « à ne pas manquer ». La critique Clarisse Fabre y voit « un thriller aussi haletant que jubilatoire ».
Pour le journaliste de Mediapart Emmanuel Burdeau, Spike Lee « ne fait pas seulement une comédie tirant à boulets rouges, selon son habitude, il va également puiser à diverses sources politico-artistiques, qui vont du cinéma muet à la série, en passant par le buddy movie et, plus encore, la blaxploitation, ce mouvement qui, au cours des mêmes années 1970, proposait de tailler un nouvel héroïsme noir au sein des formes du cinéma de genre ». Il regrette cependant : « Il y a trop de choses dans ce film, trop de volonté de plaire et de convaincre à la fois ». Remarquant que BlacKkKlansman cible presque autant l'antisémitisme que le racisme, il salue en revanche la scène qu'il juge « formidable » où « Flip, guère religieux, confie n'avoir jamais pensé à ce qu'être Juif signifie pour lui, jusqu'à ce qu'il doive côtoyer des hommes pratiquant aussi bien le racisme que l'antisémitisme ».

### Box-office
En France, il réalise le meilleur démarrage des films sortis le 22 août 2018 dans les salles parisiennes, devançant En eaux troubles, avec 2 081 entrées dès 14 heures pour 31 copies. Pour sa première semaine à l'affiche, le long-métrage enregistre 407 699 entrées et prend la deuxième place du box-office français, derrière En eaux troubles. Ce bon résultat permet à Spike Lee de réaliser le second meilleur démarrage de sa carrière derrière Inside Man : L'Homme de l'intérieur (452 311 entrées en première semaine).
| Pays ou région    | Box-office        | Date d'arrêt du box-office | Nombre de semaines |
| ----------------- | ----------------- | -------------------------- | ------------------ |
| France            | 1 305 781 entrées | 26 novembre 2018           | 26                 |
| États-Unis Canada | 49 275 340 $      | 11 octobre 2018            | 9                  |
| Mondial           | 93 400 823 $      |                            |                    |

## Distinctions

### Récompenses
- Festival de Cannes 2018 : Grand Prix[24]
- Festival international du film de Locarno 2018 : prix du public
- BAFA 2019 : BAFA du meilleur scénario adapté pour Spike Lee, David Rabinowitz, Charlie Wachtel et Kevin Willmott
- Oscars 2019 : Oscar du meilleur scénario adapté pour Charlie Wachtel, David Rabinowitz, Kevin Willmott et Spike Lee

### Nominations
- Golden Globes 2019 :
  - Meilleur film dramatique
  - Meilleur réalisateur
  - Meilleur acteur dans un film dramatique pour John David Washington
  - Meilleur acteur dans un second rôle pour Adam Driver
- BAFA 2019 :
  - BAFA du meilleur film
  - BAFA du meilleur réalisateur pour Spike Lee
  - BAFA du meilleur acteur dans un second rôle pour Adam Driver
  - BAFA de la meilleure musique de film pour Terence Blanchard
- Oscars 2019 :
  - Oscar du meilleur film
  - Oscar du meilleur réalisateur pour Spike Lee
  - Oscar du meilleur acteur dans un second rôle pour Adam Driver
  - Oscar du meilleur montage pour Barry Alexander Brown (en)
  - Oscar de la meilleure musique de film pour Terence Blanchard

## Autour du film
En 1978, Ron Stallworth est le premier policier afro-américain de Colorado Springs. Il s'infiltre dans la branche locale du Ku Klux Klan et parvient même à devenir président de la section de cette organisation raciste. Pendant des mois, Stallworth se fait passer pour un suprémaciste blanc en participant aux échanges du KKK par téléphone ou par courrier pour ne pas être démasqué. Pour éviter qu'il soit découvert, son collègue blanc et juif Flip Zimmerman prend sa place lors des événements de ce groupe raciste et antisémite lorsque sa présence est nécessaire. Infiltré, Stallworth réussit à saboter bon nombre de rassemblements et de manifestations du Ku Klux Klan,.
Spike Lee fait plus qu’adapter le récit de Ron Stallworth en reliant la période du combat pour les droits civiques aux débats contemporains de l’Amérique de Donald Trump et au mouvement Black Lives Matter et du suprémacisme blanc. BlacKkKlansman se construit en opposition au film Naissance d'une nation (film de D. W. Griffith sorti en 1915).